# Charlotte Pfeffer
Charlotte Anna Pfeffer (* 29. Oktober 1881 in Berlin; † 24. August 1970 in Freiburg im Breisgau) war eine deutsche Rhythmikerin. Sie führte die Fachbezeichnungen Psychomotorische Erziehung, Psychomotorische Heilerziehung und Psychomotorik ein. Der Sportpädagoge Ernst J. Kiphard ließ sich von Charlotte Pfeffer persönlich weiterbilden und übernahm von ihr für seine bewegungstherapeutische Arbeit den Begriff der psychomotorischen Erziehung.

## Beruflicher Werdegang
Charlotte, genannt Lotte, erhielt schon in frühen Kinderjahren Klavier-, Gesang- und Ballettunterricht. Nach der Höheren Töchterschule studierte sie an der Königl. Hochschule für Musik, Berlin. Dort wurde sie mit der Dalcrozen-Methode vertraut. 1909 ging Charlotte Pfeffer nach Genf, um sich bei Dalcroze ausbilden zu lassen. Schließlich legte sie drei Jahre später in Hellerau, wo sie als „Hilfslehrerin für Rhythmische Gymnastik“ in Kinderklassen tätig war, ihr Examen in Rhythmischer Gymnastik ab. Im Jahre 1912 unterrichtete sie am Jaques-Dalcroze Institut in St. Petersburg. Von 1913 bis 1933 war sie Dozentin für Rhythmische Gymnastik sowie Gehörbildung und Improvisation an der Königl. Hochschule für Musik, Berlin, später Staatliche Hochschule für Musik:
1915 begann Charlotte Pfeffer mit Gesangsstudenten zu arbeiten, ihre Unterrichtstätigkeit erweiterte sich auf Schüler der 1920 angegliederten Opernschule wie der 1922 ins Leben gerufenen Orchesterschule. Die Einführung der Rhythmischen Erziehung als Bestandteil der universitären Ausbildung in allen Bereichen der Ausdruckskünste muss als historische Tat von Charlotte Pfeffer gewertet werden.
1924 wurde sie zur Professorin ernannt und unterrichtete ab 1926 Rhythmische Erziehung als eigenständiges Fach innerhalb der Musikerziehung. Ihre Ernennung zur Professorin geschah
mit einer gleichzeitigen Umstrukturierung der Hochschule, Folge der Reformbestrebungen Leo Kestenbergs. Sie war hierbei maßgebliche Partnerin bei den Verhandlungen und wurde im selben Jahr Mitglied der Kommission zur Prüfung der Privatmusiklehrer in Preußen in den Fächern Gehörbildung und Rhythmische Erziehung.
Federführend beteiligt war die Rhythmikerin an der Gründung, am 8. Oktober 1923, des Dalcroze-Bundes (später Deutscher Rhythmik-Bund (Dalcroze-Bund)), zu dessen Ersten Vorsitzenden sie gewählt wurde.
1933 wurde Charlotte Pfeffer als Kestenbergianerin und Jüdin all ihrer Ämter enthoben. Sie emigrierte ins faschistische Italien, wo sie u. a. in Neapel und Rom mit behinderten Kindern arbeitete. Über ihre Arbeit im Exil schrieb sie rückblickend:
Als ich 1933 nach Italien emigriert war, bat mich ein Kinderarzt in Neapel um meine Mitarbeit bei der Behandlung eines zwölfjährigen mongoloiden Knaben. Von diesem Tag an datiert eine lange Reihe von Jahren, in denen ich mich unablässig mit heilpädagogischen Fragen beschäftigte. In Rom bin ich in jahrelanger Zusammenarbeit mit Neurologen (Prof. C. de Sanctis u.a.) an zwei grossen Anstalten mit hundert Kindern tätig gewesen. Alle Arten körperlich und geistig geschädigter Kinder konnte ich in meinen Uebungsgruppen beobachten. Dort erhielt meine Arbeit die Bezeichnung ‘Pschomotorische Erziehung’.
Nach dem Zusammenbruch der Nazi-Diktatur kehrte Charlotte Pfeffer 1946 als Professorin an die Hochschule für Musik zu Berlin zurück. Dort wurde sie 1952 emeritiert. Anschließend betätigte sie sich als freiberufliche Rhythmiklehrerin an Hilfsschulen in Berlin.
Zwei Jahre nach ihrer Emeritierung übersiedelte Charlotte Pfeffer nach Badenweiler und 1956 nach Freiburg im Breisgau. Sie arbeitete bis kurz vor ihrem Tod in heilpädagogischen Einrichtungen in Österreich und Südbaden und gab Fort- und Weiterbildungskurse für Kindergärtnerinnen und Hortnerinnen.
In seinen musisch-musikalischen Lebenserinnerungen schrieb Leo Kestenberg treffsicher, dass Charlotte Pfeffer mit großem Erfolg die Segnungen der rhythmischen Gymnastik in weiten Kreisen bekannt gemacht habe.

## Grundsätze ihrer Theorie (Psychomotorik/psychomotorische Erziehung)
Für Charlotte Pfeffer ist die Bewegung, aller Erziehung Anfang, so der Titel ihrer 1958 herausgegebenen Publikation, einer Sammlung von Aufsätzen ab dem Jahre 1927. Demgegenüber ist die Musik, aller Heilung Beginn. Über die Urkraft Musik, der engen und tiefen Verwobenheit von Mensch und Musik konstatierte sie:
Treibt nicht die Musik zur Bewegung wie ein ungestümer Motor, mit hinreißenden Rhythmen, lockenden Klängen? Lenkt sie nicht in geordneten Bahnen durch die melodischen Linien, ihren formalen Aufbau, ihre taktmäßige Gliederung, ihre Stimmführungsgesetze, ihre Auflösungen, ihre Akkordfolgen? Bremst sie nicht die ungestümen Kräfte durch ralentando, durch decrescendo, durch ihre langen ruhevollen Noten, ihre Pausen voller Stille oder voller Spannung? Und entspricht nicht dies alles bis ins kleinste unserem Empfinden, unserem Tun, dem vielgestaltigen Rhythmus unserer Lebensäußerungen? Musik und Mensch sind enger und tiefer verwoben als man bei oberflächlicher Betrachtung annehmen möchte, deshalb müßen Musik und Mensch beieinander sein, einander immer aufs neue durchdringen, ergänzen, beeinflußen.
In ihren Veröffentlichungen kritisierte die Rhythmikerin immer wieder die herkömmliche Auffassung über die menschliche Motorik, die man vordergründig vom funktional-mechanistischen Standpunkt aus betrachtet. Demzufolge fragt die
echte menschliche Motorik nicht nach Zweck und Leistung. Sie ist da und offenbart sich. Sie besitzt einen psychischen Motor, der dem Antrieb aus dem Unbewussten gehorcht. Nur in diesem Begriff der Psychomotorik, die aus der unerschöpflichen Quelle des Menschseins immer neu und immer wandelnd aufsteigt und die unabhängig von Intellekt und Berechnung spontan zutage kommt, wird es deutlich. Hier liegt eine unübersehbare Entwicklungsmöglichkeit, denn sie taucht eigenwüchsig und eigenmächtig aus dem latenten Vorrat körperlicher, geistiger und seelischer Kräfte auf... Sie sah die Aufgaben psychomotorischer Erziehung in zwei Hinsichten. Zuerst müssen der festgestellte motorische Defekt behoben und ausgleichende, positive motorische Impulse geschaffen werden. Zweitens muß eine allgemeine, nicht spezialisierte Basis geschaffen werden, auf der sich alle Fähigkeiten entwickeln können. Mit verschiedenen Übungen wollte Pfeffer dem Kind eine Anerkennung und Legalisierung geben, obwohl es motorisch geschädigt ist. Das beseitigt seine Mindertwertigkeitsgefühle und gestattet ihm die Freiheit der motorischen Erfindung.

## Auszeichnungen
Eine Grundschule und Schule der Sekundarstufe I mit dem sonderpädagogischen Förderschwerpunkt „Geistige Entwicklung“ in Berlin-Mitte, Berolinastraße 8, wurde nach der Rhythmikerin benannt.

## Werke (Auswahl)
- Die Methode Dalcroze im Dienste der musikalischen Berufsausbildung, in: Elfriede Feudel (Hrsg.): Rhythmik. Theorie und Praxis der körperlich-musikalischen Erziehung, München 1926, S. 70 ff.
- Musik- und Turnunterricht in Mädchenschulen; ihre Berührungspunkte und Widersprüche, in: Musikpädagogische Gegenwartsfragen, Leipzig 1928, S. 190 ff.
- Rhythmik für Anormale, in: Zeitschrift für Kinderforschung 1941, S. 147 ff.
- Musikerziehung, in: Lobpreisung der Musik 1946/Nr. 52, S. 1 ff.
- Rhythmik in Israel, in: Rhythmische Erziehung 1954, S. 8 f
- Psychomotorische Heilerziehung, in: Zeitschrift für Kinderpsychiatrie 1955, S. 132 ff.
- Bewegung aller Erziehung Anfang, Zürich 1958
- Horchen, Schauen, Greifen-Begreifen, in: Lobpreisung der Musik 1961, S. 1 ff.
- Beschützende Werkstätten und Psychomotorik, in: Lobpreisung der Musik 1965, S. 1 ff.
- Bildungsunfähige Kinder?, in: Mitteilungen des Arbeitskreises Rhythmische Erziehung 1967, S. 1 ff.